# مسرایش
مسرایش (به آلمانی: Messerich) یک شهر در آلمان است که در بیتبورگ-پروم واقع شده‌است.